# Il madrigale del vento
Il madrigale del vento è un album discografico dei Calliope, pubblicato dall'etichetta discografica Vinyl Magic nel 1995.

## Tracce
Testi e musiche di: Berruti-Doro (eccetto dove indicato), Annalisa Gastaldo e Franco Vassia hanno scritto una parte dei testi.
1. Terra di maggio – 16:10
2. La nascita della luna – 6:22
3. En haute de crete (dal repertorio del gruppo Les Carottes Sauvages) – 4:16 (Trad. Elvetico) – Ballo francese, dal Primo libro di Balli di Giorgio Maineiro (1578)
4. La bionda treccia – 4:32 (Testo di Francesco Landini, XIV secolo)
5. Il tempo sei tu (Dedicato a Vanda per avermi insegnato il valore del tempo) – 3:16
6. La visione della dolce pioggia – 17:19

## Formazione[1]
- Annalisa Gastaldo - voce solista
- Rinaldo Doro - sintetizzatori (mini-moog, Gem S3, Vintage Keys), mellotron, ghironda
- Aldo Mari - chitarra Charvel, chitarra (guitar-synth) Roland GR 1, amps Roland
- Enrico Perrucci - Roland super JX, D50, Arp Odissey, Prophet VS1, Akai S3200
- Lele Tosches - bassi (Warwick e Steinberger), amps SWR
- Gianni Catalano - batteria Tama, piatti Paiste

### Altri musicisti
- Andrea Sibilio - violino (Paolo Antonio Testore, 1759)
- Davide Saggiorato - didjeridoo, bastone della pioggia